# Germain Janssens

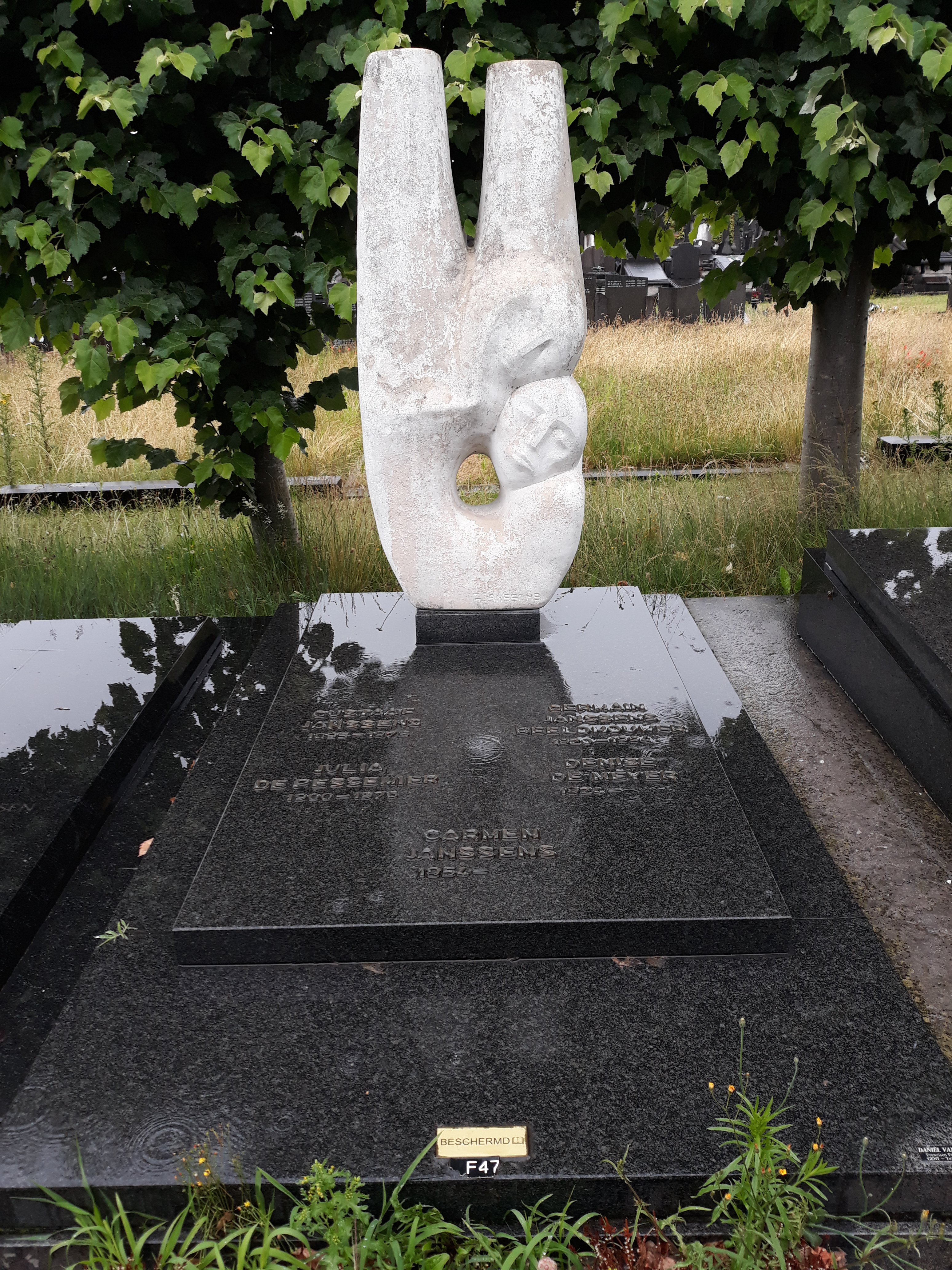
Het graf van Germain Janssens op Campo Santo (Gent)

Germain Janssens (Gentbrugge, 5 juli 1920 - Gent, 8 juni 1994) was een Belgisch beeldhouwer en postbode.

## Levensloop
Janssens werd in 1920 geboren in een bescheiden gezin te Gentbrugge. In 1937 trad hij in dienst van De Post als postbode.
Van 1947 tot 1955 was hij leerling aan de Koninklijke Academie te Gent, afdeling tekenen, boetseren en beeldhouwen. In zijn werken was de menselijke figuur zijn voornaamste inspiratiebron, alsook de beelden van de Engelse beeldhouwer Henry Moore. De "taille directe" (het rechtstreeks werken in hard materiaal zoals hout of marmer) was daarbij een van zijn voorkeuren.
In opdracht van toenmalig Minister van PTT Edward Anseele jr. (BSP) vervaardigde hij in 1972 het houten standbeeld De Sureële Boodschap, ook bekend als De Postman. Dit was een beeld in iroko (2 meter hoog) dat lange tijd aanwezig was in de inkomhal van het voormalig hoofdpostgebouw op de Korenmarkt te Gent. Na de sluiting van dit kantoor verhuisde het beeld naar de 'facteurszaal' van het nieuwe kantoor aan het Stapelplein, alwaar het niet langer zichtbaar is voor het publiek.
Een ander beeld, Ode aan de Dokwerker (1991), bevond zich lange tijd op de rotonde van de Vliegtuiglaan in het Gentse Havengebied. In 2003 werd het beeld uit de publieke ruimte verwijderd. Aanvankelijk werd gesteld dat het kort daarop vervangen zou worden door De ballerina van de Zeeman van Walter De Buck en het Beeldhouwerscollectief Loods 13, een gebeurtenis die op zich liet wachten tot na de dood van De Buck.
Na zijn huwelijk vestigde hij zich definitief te Sint-Amandsberg.

## Tentoonstellingen
Zowel individueel als collectief exposeerde hij zijn werk op vele locaties in eigen land; onder andere te Sint-Amandsberg waar hij in 1974 de erkentelijkheidsmedaille verwierf en in de kapel op het Campo Santo, waar hij een overzichtstentoonstelling hield. Tussen 1955 en 1982 exposeerde hij te Gent, Brussel, Antwerpen, Luik, Hasselt, Brugge, Ronse, Namen en Aarlen. Ook in het buitenland nam hij deel aan collectieve tentoonstellingen te Rome, Parijs, Portugal, Duitsland, Oostenrijk en Irak.

## Onderscheidingen
- Médaille de Vermeil, Parijs (1962)
- Zilveren médaille, Lissabon (1973)
- Campo Santo Sint-Amandsberg, geklasseerd grafmonument

## Belangrijke monumentale werken en opdrachten
- 1966 - Leven en dood (reliëf); Hoogpoort te Gent
- 1967 - Het gezin (reliëf, Franse steen); Wenduine
- 1973 - De Postman (houtsculptuur); Gent
- 1973 - Het Offer (hout); Memoriaal in het Muntcentrum te Brussel
- 1975 - De Opvoeding (steen); Gent
- 1976 - Laatste Kus (grafmonument Franse steen); Geklasseerd, Campo Santo St.-Amandsberg
- 1980 - Gebed voor moeder (hout); Dienstencentrum te St.-Amandsberg
- 1991 - Ode aan de Dokwerker (5 m; hout); Gent (tot 2005)

## Galerij

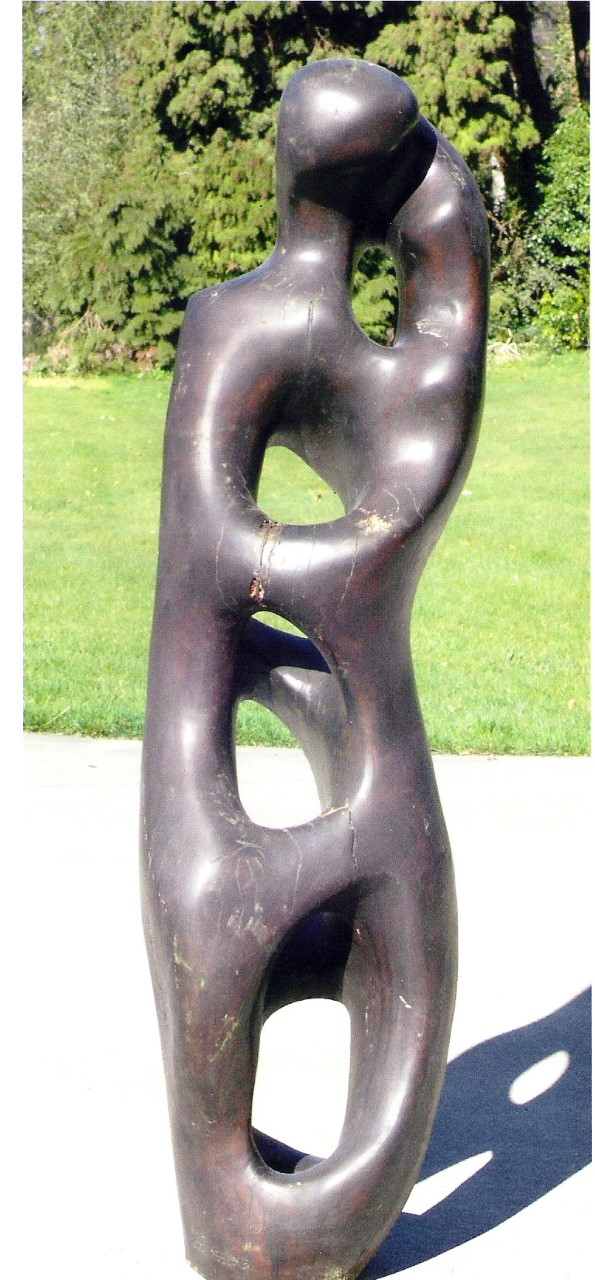
Vrouw en kind, in steen gekapt en gepolijst
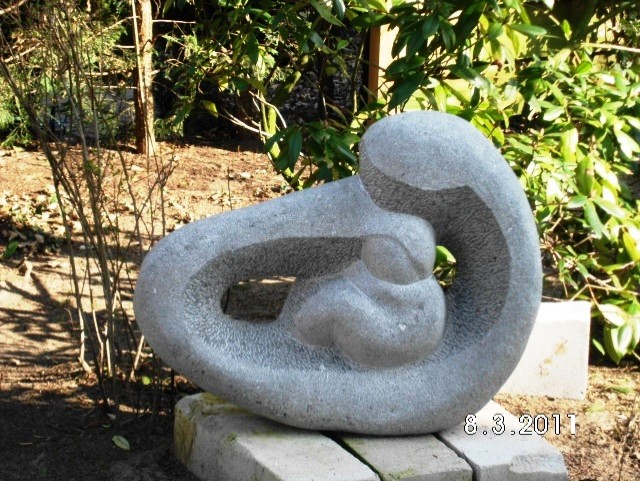
Uterus, steen
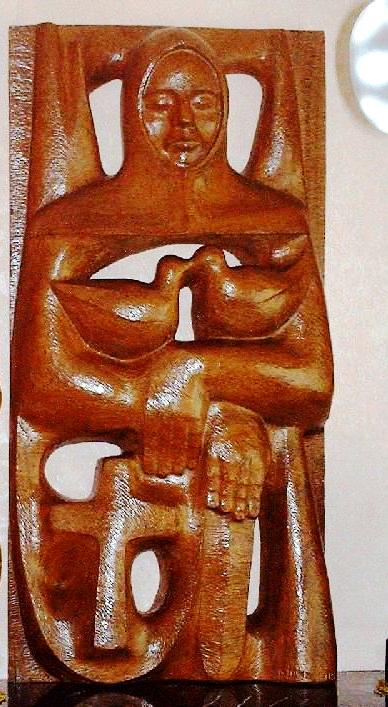
Pacificatie van Gent, hout